# Коморники (гміна)
Гміна Коморники (пол. Gmina Komorniki) — сільська гміна у північно-західній Польщі. Належить до Познанського повіту Великопольського воєводства.
Станом на 31 грудня 2011 у гміні проживало 20890 осіб.

## Територія
Згідно з даними за 2007 рік площа гміни становила 66.55 км², у тому числі:
- орні землі: 73.00%
- ліси: 16.00%

Таким чином, площа гміни становить 3.50% площі повіту.

## Населення
Станом на 31 грудня 2011:
| Опис     | Загалом | Загалом | Чоловіки | Чоловіки | Жінки | Жінки |
| -------- | ------- | ------- | -------- | -------- | ----- | ----- |
| одиниця  | осіб    | %       | осіб     | %        | осіб  | %     |
| все      | 20890   | 100     | 10183    | 48.75    | 10707 | 51.25 |
| міське   | 0       | 100     | 0        |          | 0     |       |
| сільське | 20890   | 100     | 10183    | 48.75    | 10707 | 51.25 |

## Сусідні гміни
Гміна Коморники межує з такими гмінами: Допево, Любонь, Мосіна, Пущиково, Стеншев.